# Hydroptila xoncla
Hydroptila xoncla är en nattsländeart som beskrevs av Ross 1941. Hydroptila xoncla ingår i släktet Hydroptila och familjen smånattsländor. Inga underarter finns listade i Catalogue of Life.